# Juan Eraña
Juan Eraña Virumbrales (Erandio, Vizcaya, 18 de septiembre de 1938 - Oviedo, Asturias, 28 de agosto de 2023) es un exfutbolista español que jugaba de centrocampista. Es el padre del también exfutbolista Iñaki Eraña.

## Clubes
| Club                   | País   | Año       |
| ---------------------- | ------ | --------- |
| Barakaldo C. F.        | España | 1959-1961 |
| S. D. Indauchu         | España | 1961-1962 |
| Real Sporting de Gijón | España | 1962-1970 |